# Frits Clausen
Frits Clausen, né le 12 novembre 1893 à Åbenrå (province du Schleswig-Holstein) et décédé le 5 décembre 1947 à Copenhague (Danemark), est un homme politique danois, dirigeant du Parti national-socialiste des travailleurs danois entre 1933 et 1945. 

## Biographie
Né à Åbenrå, ville intégrée au royaume de Prusse depuis 1864, Clausen sert dans l'armée allemande pendant la Première Guerre mondiale. Après la guerre, il étudie la médecine à Heidelberg. Après l'obtention de son diplôme en 1924, il rentre dans son village natal d'Åbenrå, qui devient danoise après les plébiscites du Schleswig — se référant aux dispositions du traité de Versailles — 55 % des votes des habitants de la ville était en faveur d'un maintien en Allemagne, opinion que partageait férocement Clausen. À la suite de cet événement, il décide de se lancer dans la politique danoise, en défendant des causes favorisant la minorité allemande dans le Jutland méridional. 
Rejoignant initialement le parti conservateur , Clausen démissionne quelque temps après pour rejoindre en 1931 le parti national-socialiste des travailleurs danois, fondé un an plus tôt. Il renverse bientôt le comité de direction du parti (composé de Einar Jørgensen, C. C. Hansen et Cay Lembcke) et en devint l'unique dirigeant en 1933. 
Sous la direction de Clausen, le parti a essentiellement milité pour le nationalisme et appelé à un renforcement des relations entre le Danemark et l'Allemagne nazie. La politique de Clausen était largement impopulaire auprès de la grande majorité des Danois et il recevait essentiellement le soutien de la part de la population de la minorité allemande du sud du Jutland. À l'apogée de sa popularité, le DNSAP accueillait environ 20 000 membres et 20 000 sympathisants. Cependant, lors des élections de 1939, le parti n’a obtenu que trois sièges au Folketing. Un an plus tard, lorsque l'Allemagne envahit le Danemark, Clausen devint un partisan convaincu de l'occupation allemande et se félicita de la manière indulgente dont l'Allemagne gouvernait le pays. 
Les Allemands voulurent récompenser Clausen pour sa lutte en tentant de persuader le roi Christian X de laisser Clausen et ses partisans jouer un rôle dans le gouvernement du pays en 1940 et 1943, ce qu'il refusa catégoriquement. Au grand dam de Clausen, le gouvernement allemand ne voulait pas le mettre de force à la tête du Danemark, de peur d'un soulèvement populaire, bien que des discussions aient eu lieu en 1940 et 1942. Les Allemands espéraient une montée au pouvoir par les urnes lors des élections de 1943, mais le parti de Clausen ne fit pas mieux qu'en 1939, ne remportant que trois sièges au Folketing. 
Après les élections, un Clausen amer rejoignit l'armée allemande et assista activement au service sur le Front de l'Est tant que chirurgien, sans toutefois démissionner de son poste de chef du DNSAP. Clausen rentra au Danemark au printemps 1944, date à laquelle sa carrière politique a pris fin. 
L'échec de Clausen aux élections et son refus d'assister activement à la création d'une branche danoise du Schutzstaffel aliénèrent ses partisans allemands. C'est ainsi que SS-Obergruppenführer Dr Werner Best, plénipotentiaire du Reich allemand pour le Danemark, persuada Clausen de démissionner du parti, le remplaçant par un comité de trois hommes peu après son retour au Danemark. 
Après la fin de l'occupation allemande en mai 1945, Clausen fut capturé et envoyé au camp de prisonniers de Frøslev. Traduit en justice, il décède d'une crise cardiaque en décembre 1947 à la prison Ouest (en danois : Vestre Fængsel) située à Copenhague, peu avant la fin de son procès où il risquait la peine de mort.